# Isaac C. Delaplaine
Isaac Clason Delaplaine (* 27. Oktober 1817 in New York City; † 17. Juli 1866 ebenda) war ein US-amerikanischer Jurist und Politiker. Zwischen 1861 und 1863 vertrat er den Bundesstaat New York im US-Repräsentantenhaus.

## Werdegang
Isaac Clason Delaplaine wurde ungefähr zweieinhalb Jahre nach dem Ende des Britisch-Amerikanischen Krieges wuchs in New York City auf. Er verfolgte eine akademische Laufbahn. 1834 graduierte er am Columbia College (heute Columbia University) in New York City. Er studierte Jura. Seine Zulassung als Anwalt erhielt er um 1840 und begann dann in New York City zu praktizieren. Politisch gehörte er der Demokratischen Partei an. Bei den Kongresswahlen des Jahres 1860 wurde er im achten Wahlbezirk von New York in das US-Repräsentantenhaus in Washington, D.C. gewählt, wo er am 4. März 1861 die Nachfolge von Horace F. Clark antrat. Er schied nach dem 3. März 1863 aus dem Kongress aus. Am 17. Juli 1866 starb er in New York City und wurde auf dem Green-Wood Cemetery in der damals noch eigenständigen Stadt Brooklyn beigesetzt.